# رانبزولید
رانبزولید(به انگلیسی: Ranbezolid) (RBx7644) یک ضد باکتری از دسته اگزازولیدینون‌ها است. این ماده به صورت رقابتی مونوآمین اکسیداز-آ (MAO-A) را مهار می‌کند.